# Ceylon InterContinental
Цейлон Континенталь Отель Коломбо, бывший Цейлон Интерконтиненталь — девятиэтажная гостиница в центре Коломбо (Шри-Ланка). Была построена строительным магнатом У. Н. Гунасекерой. Гостиница принадлежит компании Hotel Services (Ceylon) Ltd. Первая пятизвёздочная гостиница на Шри-Ланке.
Ceylon InterContinental расположен примерно в 90 метрах от линии прибоя, к западу от Всемирного торгового центра и имеет 250 комнат, не считая люксов. Это одна из двух гостиниц, выходящих на Galle Face Green.
Адрес: Коломбо, Джанадхипатхи Маватха, 48.